# Kristen Newlin
Kristen Newlin, conosciuta anche con il nome turco di Nevin Nevlin (Kailua, 8 maggio 1985), è un'ex cestista statunitense naturalizzata turca.

## Carriera
È stata selezionata dalle Houston Comets al terzo giro del Draft WNBA 2007 (34ª scelta assoluta).
Con la Turchia ha disputato due edizioni dei Campionati europei (2009, 2011).